# نورمان سنو
نورمان سنو (بالإنجليزية: Norman Snow) هو ممثل أمريكي، ولد في 29 مارس 1950 في الولايات المتحدة. اشتهر بدوره كـ Xur في فيلم الخيال العلمي أخر مقاتلي النجوم (1984)، من بين أدوار أخرى.

## وصلات خارجية
- نورمان سنو على موقع IMDb (الإنجليزية)
- نورمان سنو على موقع أول موفي (الإنجليزية)
- نورمان سنو على موقع قاعدة بيانات برودواي على الإنترنت (الإنجليزية)
- نورمان سنو على موقع قاعدة بيانات الفيلم (الإنجليزية)